# Vingio parkas

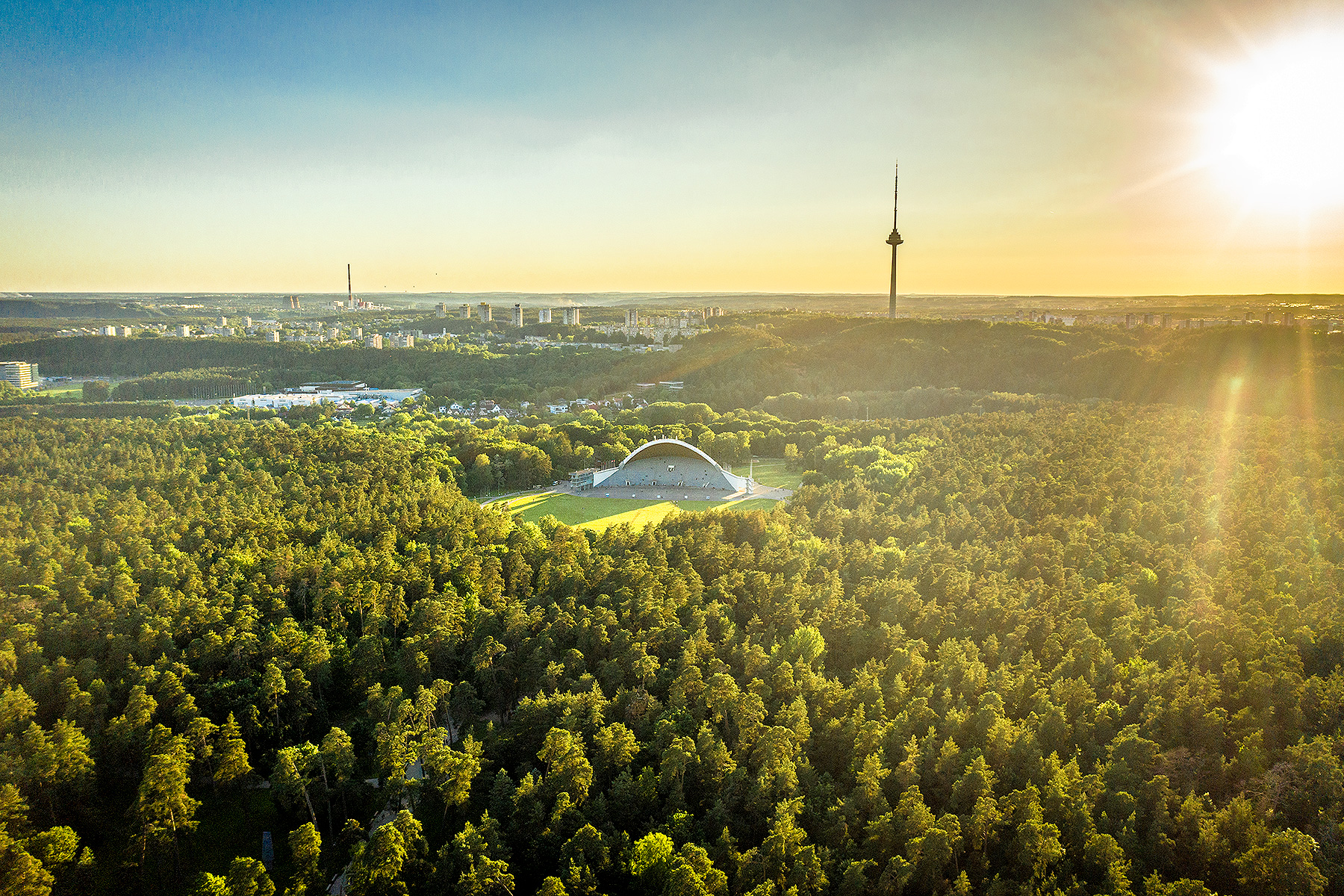
Luftsicht

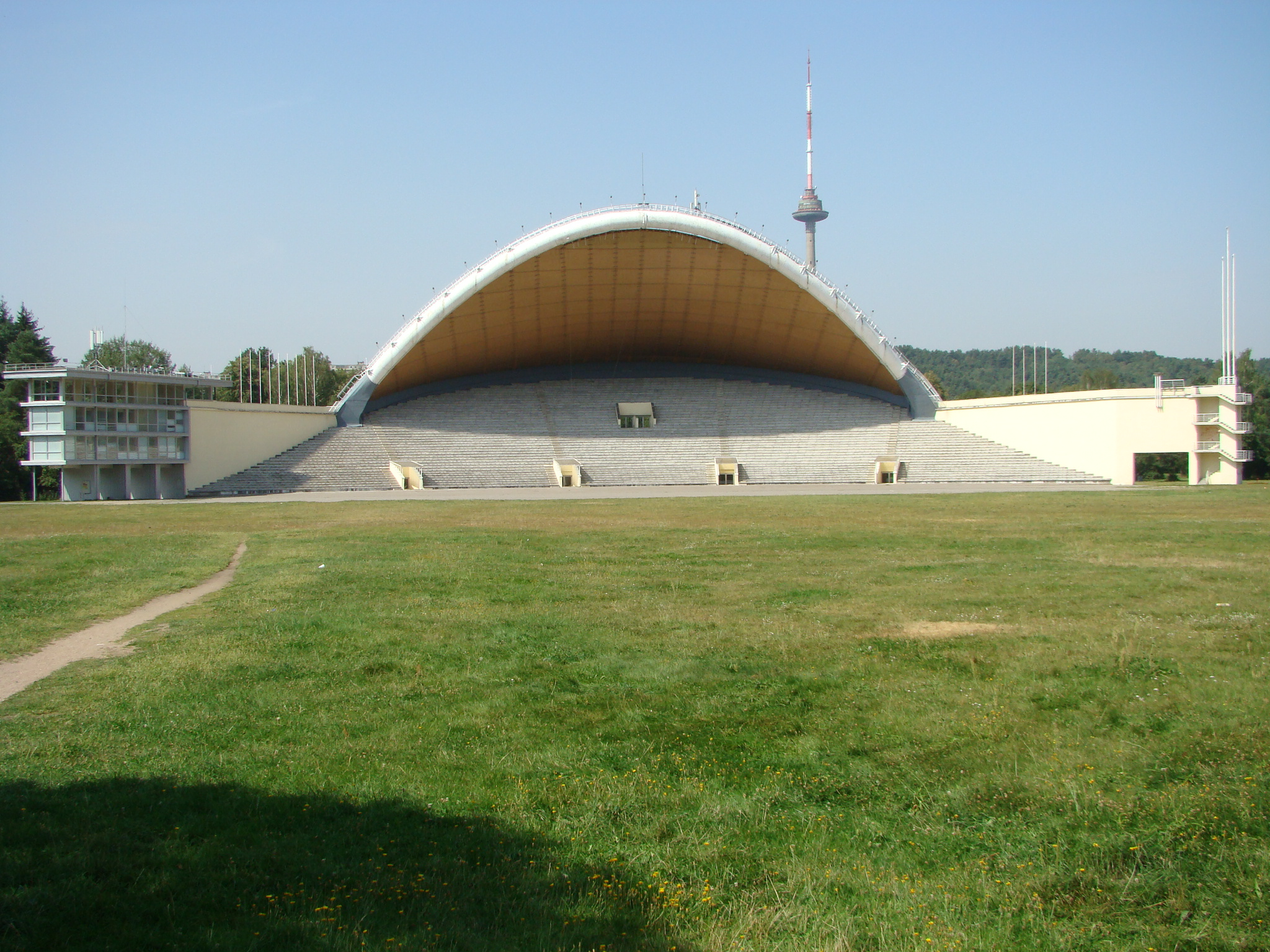
Bühne des Vingis-Parks

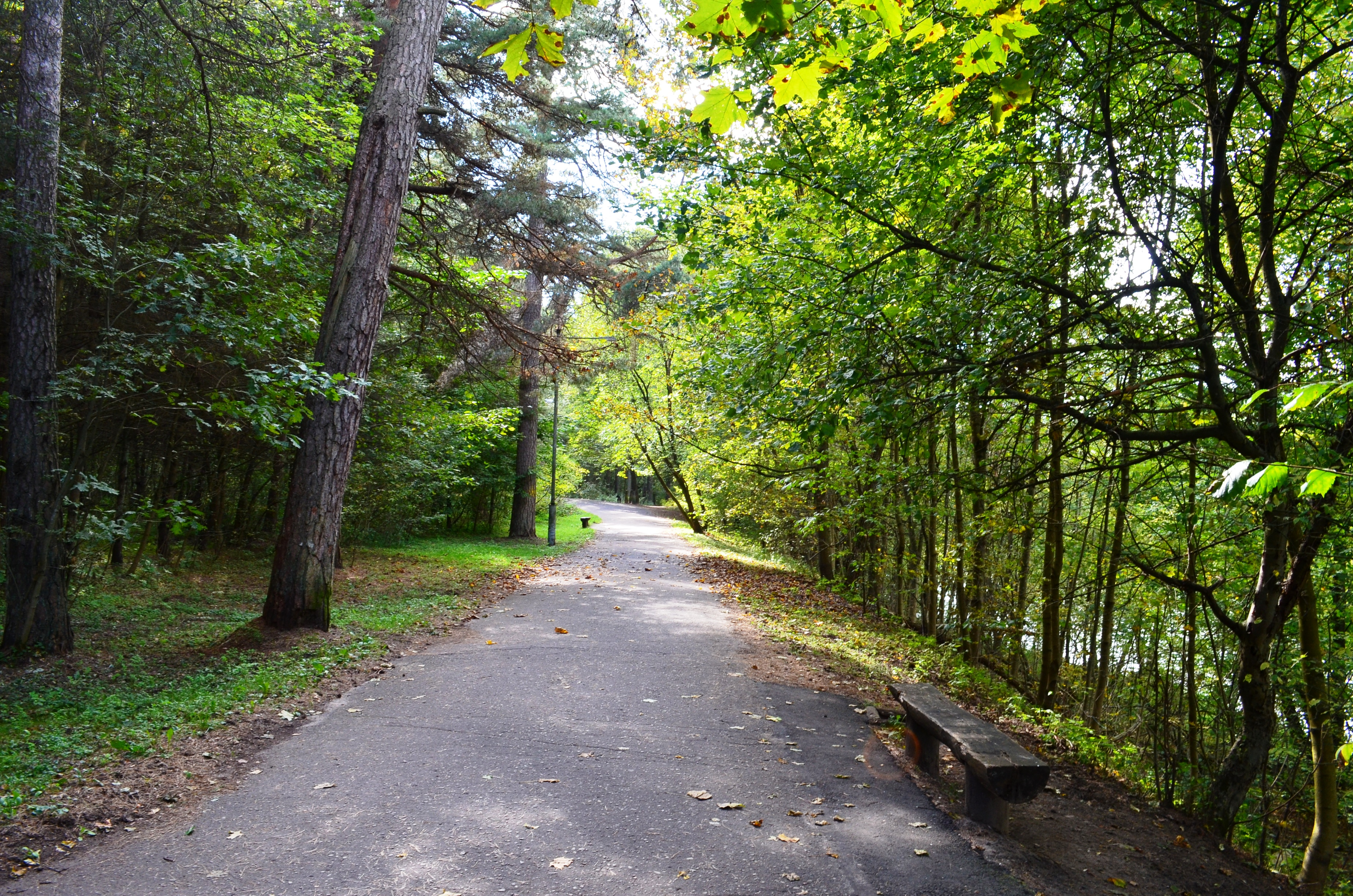
Parkweg

Der Vingio parkas (Vingis-Park) ist ein Stadtpark und Erholungsort in der litauischen Hauptstadt Vilnius, an der Kurve der Neris. Die Fläche beträgt 162 ha. Im südöstlichen Teil des Parks befindet sich ein Moor. Im westlichen Gebiet liegt ein Teil des Botanischen Gartens der Universität Vilnius. Der Vingis-Park ist ein bedeutender Veranstaltungsort. 

## Geschichte
Seit 1960 finden hier Massenveranstaltungen statt. Im Vingis-Park organisiert man das Liederfest, die Schülerliederfeste und verschiedene andere Konzerte. Hier waren Lady Gaga, Andrea Bocelli, Elton John, Björk, Sting, Rod Stewart, Depeche Mode, litauische Bands wie Foje, Antis und andere. Während der Perestroika (1988–1991) sang man bei nationalen Versammlungen und friedlichen Demonstrationen (siehe Singende Revolution). Auch Release-Konzerte litauischer Bands finden im Sommerhalbjahr häufig hier statt, so wie das Album-Release der Neofolk-Gruppe Sen Svaja.